# Soziales Milieu
Der Begriff soziale Milieus beschreibt in der Gegenwart gesellschaftliche Gruppen mit ähnlichen Werthaltungen, Mentalitäten und Prinzipien der Lebensführung. In älteren Definitionen werden Kriterien wie Bildungsgrad, Beruf und Einkommen bei der Zuordnung von Individuen und Kleingruppen zu einem sozialen Milieu stärker berücksichtigt.

## Wissenschaftliche Konzepte
Bereits Hippolyte Taine zählte in der Mitte des 19. Jahrhunderts neben objektiven Merkmalen einer Person oder Gruppe auch ihre innere geistige Umgebung (zum Beispiel Mentalitäten und Gesinnungen) als Unterscheidungsmerkmale sozialer Milieus. Diese Merkmale wirken sich auf die bloße Subsistenz, aber auch auf die Möglichkeiten zur Entwicklung (Sozialisation, das heißt, Lern- und Reifungsprozesse) und Entfaltung (das heißt, soziales Handeln) von Mitgliedern eines Milieus aus. Diese Bedingungen werden auch Milieufaktoren genannt. Neben Taine benutzte auch Auguste Comte den Begriff Milieu, bevor er mit Émile Durkheim populär und schließlich zu einem zentralen Begriff der (sich langsam an den Universitäten etablierenden) Soziologie wurde.
Émile Durkheim unterschied begrifflich zwischen äußerem und innerem sozialen Milieu. Beide sind für ihn gesellschaftliche Subsysteme, wobei das äußere Milieu die sozial festgelegten Verhaltens- und Erlebensweisen sowie die sozialen Gebilde insgesamt umfasst. Das innere Milieu bestehe aus den Weisen der Festlegung von Verhalten und Erleben und aus den Strukturprinzipien des Aufbaus sozialer Gebilde, die innerhalb einer Gesellschaft wirken. Das innere soziale Milieu definiert Durkheim sequenziell als Verhältnis eines abgrenzbaren sozialen Gefüges zu allen seinen zeitlich vorhergegangenen Gegenständen und Produkten sozialer Aktivitäten. Mit dem Terminus soziales Volumen bezeichnet er die Zahl der sozialen Einheiten, aus denen sich ein soziales Gebilde zusammensetzt. Unter sozialer Dichte fasst er die Anzahl der Interaktionen oder Kontakte der miteinander in Beziehung stehenden Individuen oder Gruppen innerhalb eines sozialen Volumens.
In die deutsche (Wissenschafts-)Sprache floss im 19. Jahrhundert der „positivistische“ Begriff nicht ein, wohl aber das politisch gefärbte Wort juste milieu. Der Begriff Milieu wird allerdings in Deutschland um 1900 zu einem etablierten Begriff in der Kunsttheorie des Naturalismus.
Das ältere, dänischstämmige Wort Umwelt ist als Bezeichnung für die Umschreibung der den Menschen beeinflussenden Faktoren bereits seit dem ausgehenden 18. Jahrhundert in der deutschen Sprache gebräuchlich. Da der Biologe Jakob Johann von Uexküll am Anfang des 20. Jahrhunderts den Begriff Umwelt abweichend von seiner gemeinsprachlichen Bedeutung benutzte (im Sinne einer von Lebewesen, also nicht nur Menschen, sowohl aufgenommenen als auch gestalteten Umgebung), war es aus seiner Sicht erforderlich, den Begriff klar von dem Begriff Milieu zu unterscheiden. Gemeinsam mit den Psychologen William Stern und Willy Hellpach führte Uexküll den Begriff Milieu in der Wissenschaftssprache ein, und zwar im Kontext eines immer stärker werdenden Interesses an sozialen und kulturellen Bedingungen im Zuge der Begabungs-, Intelligenz- und Sozialisationsforschung. Vor allem durch Uexkülls Wirken erhielt der Begriff Umwelt in der deutschen Sprache eine eher naturwissenschaftliche, der Begriff Milieu hingegen eine eher sozialwissenschaftliche Prägung.
Große Anerkennung erfuhren Aloys Fischer (auf pädagogischem Gebiet) und Theodor Geiger (auf soziologischem Gebiet) mit ihren Versuchen, die Bevölkerung zu typisieren und die Beziehungen der Gruppen sowie der einzelnen Personen mit- und zueinander zu untersuchen. In diesem Umfeld kam es in der Weimarer Republik zu einer – wenn auch nicht unbedingt beabsichtigten – interdisziplinären Wissenschaft, der Pädagogischen Soziologie, die sich in den USA bereits in den 1910er Jahren an den Universitäten etabliert hatte.
Obwohl Forscher eine sogenannte Milieutheorie in der Weimarer Republik ausgemacht haben, gibt es keine allgemeine Definition oder eine Schule der Milieutheorie zu dieser Zeit. Es lassen sich aber – in der zeitgenössischen Literatur und in der heutigen Forschung – Hauptvertreter einer Theorie des Milieus ausmachen: der Psychologe Adolf Busemann (1887–1967), der Pädagoge Walter Popp (1882–1945?) und der Theologe Max Slawinsky (1897–1940).
Nach der „Neuorientierung“ der Soziologie und der Pädagogik/Erziehungswissenschaft in Deutschland nach 1945 vernachlässigte die (wissenschaftshistorische) Forschung zunächst dieses Erbe. Der wissenschaftliche Begriff Milieu erfuhr in Deutschland erst in den 1960er Jahren – von der Medizin ausgehend – eine Renaissance als wissenschaftlicher Begriff und wurde einer der zentralen Begriffe über verschiedene wissenschaftliche Disziplinen hinweg.

### Sozialgeschichte und historische Wahlforschung
Ständisch geprägte Gesellschaften hatten sehr deutlich voneinander unterschiedene Milieus (in Deutschland zum Beispiel Klosterinsassen oder evangelische Pfarrhäuser, Hof- oder Gutsadel, Offiziere, Gelehrte, Handwerker, Schauspieler bis hin zum Fahrenden Volk), die sich zerstreut auch heute noch finden.
Seit den 1960er Jahren fand der Begriff in Deutschland durch Mario Rainer Lepsius Eingang in die politische Kulturforschung und insbesondere in eine historisch orientierte Erforschung des kulturell überformten Wahlverhaltens. Lepsius begründet die relativ dauerhaften Wählerpräferenzen während des Kaiserreichs und der Weimarer Republik mit der Zugehörigkeit zu sozialmoralischen Milieus, die er definiert als „soziale Einheiten, die durch eine Koinzidenz mehrerer Strukturdimensionen wie Religion, regionale Tradition, wirtschaftliche Lage, kulturelle Orientierung und schichtspezifische Zusammensetzung der intermediären Gruppen, gebildet werden“. Er unterscheidet für die betreffende Zeit vier solcher Sozialmilieus:
- das konservativ-protestantische Milieu
- das liberal-protestantische Milieu
- das sozial-demokratische Milieu
- das katholische Milieu

Vor allem seit den 1980er Jahren nahm die Bedeutung des Konzepts zu. Gerade in der Sozial- und Gesellschaftsgeschichte hat es deutlich an Gewicht gewonnen. Es wurde geradezu zu einem Nachfolgeparadigma für zu materialistische Ansätze. Dazu trug nicht zuletzt Karl Rohe mit einer an Max Weber orientierten Interpretation bei.
Sowohl die Entstehung wie auch die Auflösung der großen historischen Milieus waren stark abhängig von bestimmten sozialen oder politischen Prozessen. Die Milieubildung wurde im Fall der Katholiken stark vom Kulturkampf und bei den Sozialisten von den Folgen der Sozialistengesetze bestimmt.
In der Forschung ist freilich umstritten, ob man von einem liberalen oder konservativen Milieu überhaupt sprechen kann. Weitgehend einig ist man sich über das Bestehen eines sozialdemokratischen und eines katholischen Milieus. Deren Strukturen haben während des Kaiserreiches und der Weimarer Republik das Leben der ihnen Zugehörigen „von der Wiege bis zur Bahre“ in hohem Maße beeinflusst.
Zum Teil umstritten in der Forschung ist die Frage, wann die großen historischen Milieus ihren Bedeutungshöhepunkt überschritten hatten. Einige sehen erste Erosionstendenzen bereits während der Weimarer Republik, andere betonen die egalisierende Wirkung und den Terror der nationalsozialistischen Herrschaft, wieder andere sehen den Bruch in der SED-Diktatur im Osten und den Folgen des „Wirtschaftswunders“ im Westen. Dabei haben etwa neue Freizeitangebote oder allgemeine Säkularisierungsprozesse die Bedeutung der Milieus immer stärker eingeschränkt. Seit den 1960er und spätestens den 1970er Jahren spielen die alten Milieustrukturen kaum noch eine Rolle.

### Lebensarttypisierung und Wahlanalyse der gegenwärtigen Gesellschaft
An ihre Stelle traten zahlreiche unterschiedliche Lebensstile und andere Merkmale sozialer Differenzierung. Für den Außenstehenden etwas verwirrend ist, dass sich auch die Lebensstil- und Ungleichheitsforschung seit den 1980er Jahren immer stärker auf den Milieubegriff zurückgreift, damit aber etwas ganz anderes als die „historischen Milieus“ meint.
Die Lebensstilforschung geht davon aus, dass durch die zunehmende Pluralisierung der Gesellschaften und die Individualisierung der Lebensstile die vormals enge Verknüpfung zwischen sozialer Lage und Milieus entkoppelt wird, auch wenn soziale Milieus weiterhin nach Status und Einkommen hierarchisch eingeordnet werden können.

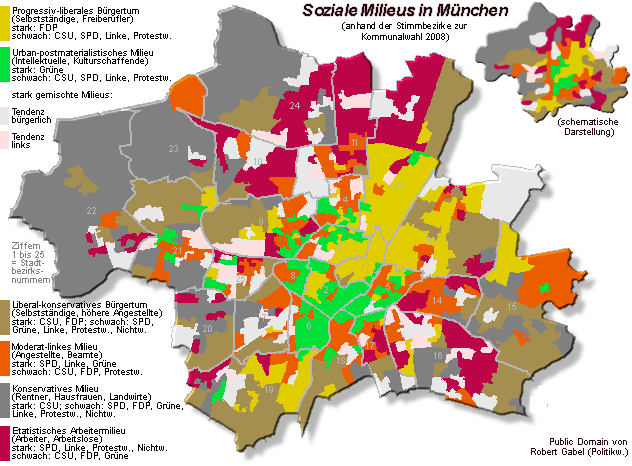
Soziale Milieus in München

Das Konzept der sozialen Milieus wurde in der Wahlforschung und in der Marktforschung aufgegriffen und weiterentwickelt. Hier werden unterschiedliche, empirisch gewonnene Milieutypologien verwendet und mit Einstellungen in Verbindung gebracht, die bestimmte Konsumorientierungen und Wahlverhalten hervorbringen.
Soziale Milieus beschreiben hier Menschen mit jeweils charakteristischen Einstellungen und Lebensorientierungen. Sie fassen, ganz allgemein gesprochen, soziale Gruppen, also Menschen zusammen, deren Wertorientierungen, Lebensziele, Lebensweisen – und damit auch ihre zentralen Konsummuster – ähnlich sind.
Die Milieuanalyse zielt auf den ganzen Menschen, versucht also nicht, wie beispielsweise die herkömmliche Gesellschaftsanalyse, ein einziges oder einige wenige objektive Merkmale (z. B. Schichtzugehörigkeit, Berufsgruppe) typisierend zu verdichten. Umgekehrt isoliert sie auch nicht ein einziges oder einige wenige subjektive Merkmale des Alltagslebens, Geschmacks oder des Lebensstils, um Markt und Gesellschaft als strukturlose Agglomeration kurzatmiger Moden und Geschmackskulturen erscheinen zu lassen.
Die Milieuforschung versucht vielmehr alle jene – subjektiven wie objektiven – Merkmale empirischer Analyse zugänglich zu machen, die die soziokulturelle Identität des Verbrauchers konstituieren (Wertorientierungen, soziale Lage, Lebensziele, Arbeitseinstellungen, Freizeitmotive, unterschiedliche Aspekte der Lebensweise, alltagsästhetische Neigungen, Konsumorientierungen usw.).

### Sinus-/Sigma-Milieus
Jörg Ueltzhöffer, heute Geschäftsführer des SIGMA Instituts, legte 1980 unter dem Titel „Lebensweltanalyse: Explorationen zum Alltagsbewußtsein und Alltagshandeln“ ein Gutachten vor, das erstmals ein für die Markt- und Sozialforschung völlig neuartiges Zielgruppenmodell vorstellte, das er gemeinsam mit dem Marktpsychologen Berthold Bodo Flaig (heute Geschäftsführer des Sinus-Instituts) entwickelt hatte: das „Modell der Sozialen Milieus“. In den folgenden beiden Jahrzehnten etablierte sich dieses Modell unter verschiedenen Bezeichnungen (Sinus-Milieus, SIGMA Milieus) in der Markt-, Media-, Kommunikations- und Sozialforschung.
Die Milieu-Landschaft der 1980er Jahre in Westdeutschland gliederte sich wie folgt:
- Konservativ gehobenes Milieu
- Kleinbürgerliches Milieu
- Traditionelles Arbeitermilieu
- Traditionsloses Arbeitermilieu
- Aufstiegsorientiertes Milieu
- Technokratisch-liberales Milieu
- Hedonistisches Milieu
- Alternative Milieus

Die Typologien wurden von den Sozialwissenschaften übernommen und lösten in den 1990er Jahren in der „neuen Sozialstrukturforschung“ eine Welle von Lebensstiluntersuchungen aus.
Seit 2012 teilt das SIGMA-Institut die deutsche Gesellschaft in folgende Milieus ein:
- Etabliertes Milieu
- Traditionell Bürgerliches Milieu
- Traditionelles Arbeitermilieu
- Konsummaterialistisches Milieu
- Aufstiegsorientiertes Milieu
- Liberal-Intellektuelles Milieu
- Modernes Bürgerliches Milieu
- Modernes Arbeitnehmer Milieu
- Hedonistisches Milieu
- Postmodernes Milieu

Das Sinus-Institut in Heidelberg hat jeweils 2010 und 2015 seine zehn Sinus-Milieus angepasst.
- Konservativ-etabliertes Milieu (Bevölkerungsanteil in Deutschland 2017: 10 %)
- Liberal-intellektuelles Milieu (7 %)
- Milieu der Performer (8 %)
- Expeditives Milieu (8 %)
- Bürgerliche Mitte (13 %)
- Sozialökologisches Milieu (7 %)
- Adaptiv-Pragmatisches Milieu (10 %)
- Traditionelles Milieu (13 %)
- Prekäres Milieu (9 %)
- Hedonistisches Milieu (15 %)

2021 hat das Sinus-Institut seine zehn Sinus-Milieus erneut angepasst.
- Konservativ-Gehobenes Milieu (Bevölkerungsanteil in Deutschland 2021: 11 %)
- Postmaterielles Milieu (12 %)
- Milieu der Performer (10 %)
- Expeditives Milieu (10 %)
- Neo-Ökologisches Milieu (8 %)
- Adaptiv-Pragmatische Mitte (12 %)
- Konsum-Hedonistisches Milieu (8 %)
- Prekäres Milieu (9 %)
- Nostalgisch-Bürgerliches Milieu (11 %)
- Traditionelles Milieu  (10 %)

Integral, der österreichische Partner des Sinus-Instituts hat die österreichische Milieu-Landschaft 2011 neu modelliert. In Österreich wird die Gesellschaft folgendermaßen unterteilt:
- Konservative (Bevölkerungsanteil in Österreich 2015: 6 %)
- Etablierte (9 %)
- Performer (9 %)
- Digitale Individualisten (8 %)
- Bürgerliche Mitte (14 %)
- Postmaterielle (9 %)
- Adaptiv-Pragmatische (12 %)
- Traditionelle (13 %)
- Konsumorientierte Basis (9 %)
- Hedonisten (11 %)

### Milieumodell von Gerhard Schulze
Ein weiteres Milieumodell, das in den vergangenen zehn Jahren erhebliche Popularität gewann, ist das Modell von Gerhard Schulze, das er in seinem Buch Die Erlebnisgesellschaft vertritt. Bei Gerhard Schulze treten an Stelle der oben genannten Milieus vergleichbare Milieus, die aber stärker über Freizeitgestaltung und gewählten Lebensstil charakterisiert und benannt werden:
- Niveaumilieu
- Harmoniemilieu
- Selbstverwirklichungsmilieu
- Unterhaltungsmilieu
- Integrationsmilieu

### Geschlechtliche Arbeitsteilung und Milieu
Einzelne Ansätze gehen von einem Zusammenhang zwischen sozialem Milieu und der geschlechtlichen innerfamiliären Arbeitsteilung aus. Kulturelle Leitbilder von „Männlichkeit“ und „Weiblichkeit“ seien in die Logik milieuspezifischer Lebenszusammenhänge eingebunden. Diesem Ansatz zufolge zeigen sich in dieser Hinsicht etwa Unterschiede zwischen einem traditionalen Milieu, einem familistischen Milieu und einem individualisierten Milieu. Im traditionellen Milieu sei die Geschlechterdifferenz weitgehend unhinterfragt und identitätsstiftend, im familistischen werde sie emotionalisiert und dabei die Mutterliebe als Inbegriff des Weiblichen und Natürlichen aufgewertet und im individualisierten Milieu herrsche zwar die Idee der Gleichheit vor, in der alltäglichen Praxis seien die Haus- und die Erwerbsarbeit jedoch ungleich aufgeteilt.